# Тамразян, Ашот Георгиевич
Ашот Георгиевич Тамразян (арм. Աշոտ Թամրազյան, 10 февраля 1952, Кировакан) — выдающийся российский учёный, доктор технических наук, профессор, действительный член Российской Инженерной Академии (РИА), член-корреспондент РААСН (2022), академик Международной академии информатизации (МАИ), действительный член ВАН КБ (Всемирная академия наук комплексной безопасности) (2006), член экспертного совета ВАК РФ по строительству и архитектуре. Заслуженный деятель науки Российской Федерации (2024).

## Биография
- 1970—1974 — окончил факультет «Промышленное и гражданское строительство» (ПГС) Ереванского политехнического института (ЕрПИ).
- 1983 — защитил кандидатскую диссертацию в Московском Государственном Строительном Университете (МГСУ) и получил научную степень кандидата технических наук (в возрасте 31 год).
- 1998 — защитил докторскую диссертацию в МГСУ и получил научную степень доктора технических наук (в возрасте 46 лет).
- Ученая степень, звание: Доктор технических наук, профессор.
- С 1998 — профессор кафедры «Железобетонных и каменных конструкций» МГСУ.
- С 2014 — заведующий кафедрой «Железобетонных и каменных конструкций» МГСУ.
- Директор Научно-Технического Центра «Риск и безопасность сооружений» (НТЦ «РиБоС»).

## Научная деятельность
Является признанным и авторитетным специалистом в области оценки состояния строений и управления рисками зданий и сооружений в случае чрезвычайных ситуаций природного и техногенного характера.
Основные направления научной деятельности — совершенствование методов расчета железобетонных конструкций на основе структурно-реологических моделей деформирования бетона, оптимальное проектирование железобетонных конструкций, оценка надёжности, управление риском и инженерная безопасность зданий и сооружений при ЧС природного и техногенного характера.
Автор более 380 научных трудов, 7 монографий, 4-х учебных пособий, более 15 нормативных документов и методических пособий, авторских свидетельств, патентов, научный редактор переводов международных Еврокодов. Научный руководитель ряда крупных научно-исследовательских работ по обеспечению безопасности зданий и сооружений от ЧС природного и техногенного характера. Под его научным руководством защитились 8 кандидатов технических наук и 1 доктор наук.
Является председателем секции «Безопасность и градостроительство» Российского научно-технического общества строителей (РНТО).
Председатель дирекции международной конференции по бетону и железобетону «Взгляд в будущее» Москва, 2014 год).
Член редакционной коллегии научно-технических журналов, входящих в список РИНЦ и рекомендуемых ВАК РФ: «Бетон и железобетон», «Безопасность жизнедеятельности», «Пожаровзрывобезопасность», «Строительство и реконструкция».
Член 3-х диссертационных советов.
Член диссертационного совета МГСУ (Шифр специальности и отрасли науки в совете 05.23.02 технические науки)
Является автором ряда учебных пособий, монографий и методических рекомендаций.

## Звания, награды и премии
- Почетный строитель России
- Почётный работник ВПО РФ.
- Почётный строитель ЮФО РФ.
- 1999 г. — избран академиком МАИ (Международная академия информатизации).
- С 2005 г. — советник РААСН (Российская академия архитектуры и строительных наук).
- С 2006 г. — действительный член ВАН КБ (Всемирная академия наук комплексной безопасности).
- Действительный член Российской инженерной академии (РИА).
- Член экспертной комиссии по инновационным технологиям и техническим решениям Департамента градостроительной политики города Москвы.
- 2009 г. — председатель ГАК (Брянск ГТУ).
- 2014 г. — член экспертного Совета ВАК РФ.
- За активное участие в развитии и становлении МИСИ-МГСУ как центра строительного образования и науки награждён почетной медалью МГСУ «За заслуги в строительном образовании и науке» I степени (золотой).
- За вклад в развитие Института строительства и архитектуры (ИСА) награждён медалью им. Н. С. Стрелецкого.
- За успешную организацию и проведение международной конференции по бетону и железобетону награждён почетным знаком РИА «Инженерная Доблесть».
- Имеет благодарности и почётные грамоты от правительства Москвы.
- Обладает коричневым поясом по карате.
- 2022 г. — избран членом-корреспондентом РААСН.
- Заслуженный деятель науки Российской Федерации (2024)[2].

## Общественная деятельность
Тамразян А. Г. профессионально занимается проблемами обрушения зданий. Стал свидетелем землетрясения в Армении в 1988 году, был назначен одним из руководителей штаба по восстановлению зданий и сооружений после катастрофы. 47 зданий, подлежащих сносу, были сохранены после его тщательной проверки и расчетов, благодаря его усилиям и настойчивости. Эти дома до сих пор эксплуатируются: несущие конструкции зданий были усилены, и сегодня они находятся в хорошем техническом состоянии. За проведенную работу А. Г. Тамразяну присвоили звание почетного гражданина Кировакана (сейчас город носит название Ванадзор).
В 2008 году был приглашён на телепередачу А. А. Гордона, посвященную причинам обрушения ВТЦ в Нью-Йорке. А. Г. Тамразян выдвинул свою версию произошедшего и доказал, что эти здания не могли обрушиться только из-за удара самолёта. Скорее, они обрушились в результате уменьшения жесткости несущих конструкций нижних этажей, а вот причины такого резкого уменьшения могли быть самыми разными. После передачи к профессору МГСУ обращались учёные из многих стран мира, соглашались с его версией и делились новой информацией.
Является председателем комиссии Союза армян России (САР) по науке и образованию.
В декабре 2011-го Тамразян А. Г. стал обладателем Кубка МГСУ по шахматам среди профессорско-преподавательского состава. Интересно и то, что А. Г. Тамразян был признан лучшим шахматистом мира среди профессоров, обладающих коричневым поясом по карате. Награда вручалась известным швейцарским издательством «Кто есть кто» по результатам совокупных достижений в области науки, спорта и искусства.

## Персональные данные
- Мать — Агаджанян Амалия Меграбовна
- Отец — Тамразян Георгий Агаларович (1924—1998)
- Супруга — Тамразян Карине Имбертовна (р.1954).
- Дети — Артур, Георгий, Артем.

## Статьи, учебники, монографии
1. Количественная оценка риска большепролётных сооружений методом анализа «дерева событий» и логико-вероятностного подхода (Статья, «Наука и безопасность», электронный журнал, 21.09.2009 г.)
2. АНАЛИЗ РИСКА ПОЖАРА ЗДАНИЯ «ДЕТСКИЙ МИР» ПРИ АВАРИЙНЫХ ВОЗДЕЙСТВИЯХ ТЕХНОГЕННОГО ХАРАКТЕРА (Статья, «Наука и безопасность», электронный журнал, 05.06.2010 г.)
3. Железобетон — хлеб для строителей (Статья, «Все для МГСУ» ©, электронный ресурс, 27.03.2012)
4. Краткая биография (Биография, «Москва набирает высоту» © электронный ресурс)
5. Механика ползучести бетона (Монография, Тамразян А. Г., Есаян С. Г., издательство МИСИ — МГСУ, электронный ресурс)
6. «Строительные конструкции. Инновационный метод тестового обучения: в 2 частях» Учебное пособие/ А. Г. Тамразян; М-во образования и науки РФ, МГСУ — Москва: МГСУ, 2013. — Ч. 1, — 416 с. — ISBN 978-5-7264-0784-5.
7. «Снижение рисков в строительстве при чрезвычайных ситуациях природного и техногенного характера» Учебник/ С. Н. Булгаков, Тамразян А. Г., Рахман И. А., Степанов А. Ю. Под общ. ред. А. Г. Тамразяна — М.: МАКС Пресс, 2004. — 301 с. — ISBN 5-317-01043-8.